# أليسيدس بايز
أليسيدس بايز (بالإسبانية: Alcides Báez)‏ هو لاعب كرة قدم باراغواياني في مركز حراسة المرمى، ولد في 17 يناير 1947 في أسونسيون في باراغواي. شارك مع منتخب باراغواي لكرة القدم. أما مع النوادي، فقد لعب مع سيرو بورتينيو ونادي تينيريفي ونادي ليبرتاد.

## وصلات خارجية
- أليسيدس بايز على موقع قاعدة بيانات كرة القدم.إي يو (الإنجليزية)
- أليسيدس بايز على موقع ناشيونال فوتبول تيمز (الإنجليزية)
- أليسيدس بايز على موقع عالم كرة القدم.نت (الإنجليزية)